# Hurd Curtis Willett
Pour les articles homonymes, voir Willett.
Hurd Curtis Willett (1er janvier 1903 - 26 mars 1992) est un météorologue américain connu pour son rôle dans le développement de techniques de prévision météorologique à cinq jours et pour ses tentatives de prévision à très long terme.

## Biographie
Né à Bristol (une banlieue de Providence), Rhode Island, Willett a grandi dans une ferme près de Pittsburgh, en Pennsylvanie. Il obtient un B. Sc. à l'Université de Princeton en 1924, puis est engagé par le US Weather Bureau (maintenant le National Weather Service),.
Il obtient un doctorat en météorologie à l'Université George Washington (GWU) en 1929, le titre de sa thèse étant « Fog and Haze : their causes, distribution, and forecasting ». Willett remporte une bourse Guggenheim pour étudier la théorie alors en plein essor du front polaire de l'École de météorologie de Bergen, en Norvège.
Il rejoint la faculté du Massachusetts Institute of Technology (MIT) en 1929, où il dirige le développement et l'adoption de la théorie du front polaire pour les prévisions météorologiques sur cinq jours par le Weather Bureau,.
Pendant la Seconde Guerre mondiale, il forme des météorologues pour l'armée et sert comme consultant sur des bases aériennes en Europe et au Canada. À partir de la fin des années 1950, il a concentré ses recherches sur le développement de modèles de comportement cyclique des conditions météorologiques historiques afin de prévoir l'évolution du climat.

## Reconnaissance
En 1951, il reçoit une plaque de l'American Meteorological Society (AMS) pour ses réalisations scientifiques extraordinaires. Il s'agissait de la première attribution de ce qui est aujourd'hui connu sous le nom de médaille de recherche Carl-Gustaf Rossby.
Willett est membre de l'Académie américaine des arts et des sciences (AASC), de l'American Meteorological Society, de la Royal Meteorological Society (RMetS), de l'Association of American Geographers (AAG), de l'American Geophysical Union (AGU), de l'American Association for the Advancement of Science (AAAS), de Sigma Xi et de Phi Beta Kappa.

## Vie privée
Willett a d'abord épousé Cynthia Jump et ils ont deux fils et une fille. Ils divorcent et plus tard il épousent Dorothy Bachman Lloyd et a un autre fils et une fille. Il est décédé dans une centre d'hébergement et de soins de longue durée à West Concord, dans le Massachusetts, après avoir subi un accident vasculaire cérébral.